# Berylowce
| Grupa → | 2 IIA |
| ↓ Okres |       |
| ------- | ----- |
| 2       | 4 Be  |
| 3       | 12 Mg |
| 4       | 20 Ca |
| 5       | 38 Sr |
| 6       | 56 Ba |
| 7       | 88 Ra |

Berylowce (metale ziem alkalicznych, wapniowce) – pierwiastki chemiczne 2 (daw. IIA lub II głównej) grupy układu okresowego pierwiastków: beryl (Be), magnez (Mg), wapń (Ca), stront (Sr), bar (Ba) i rad (Ra). Wszystkie są dwuwartościowe.

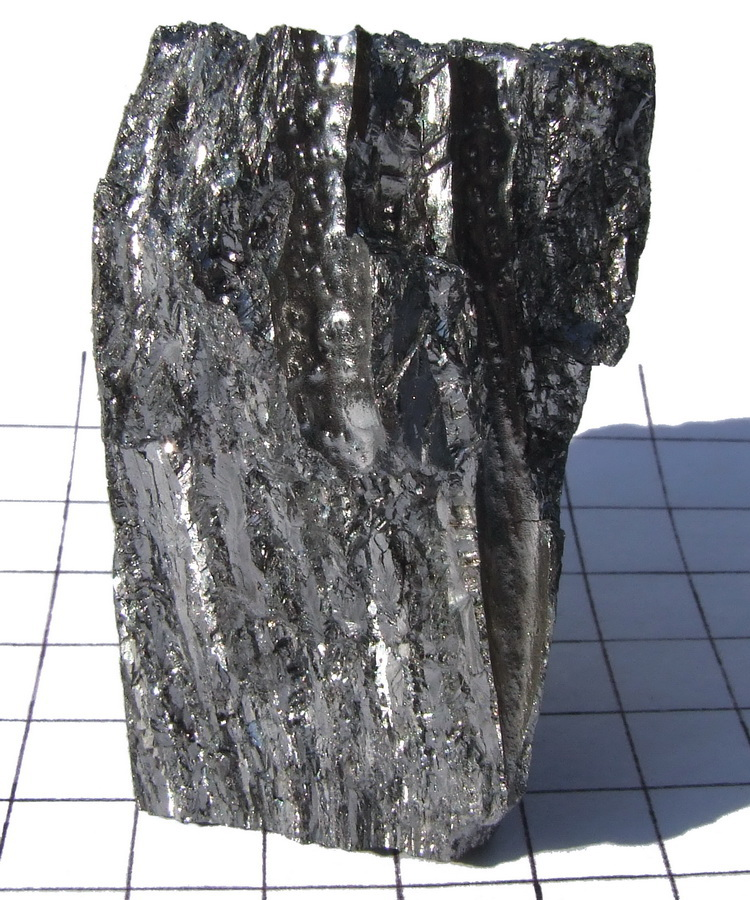
beryl
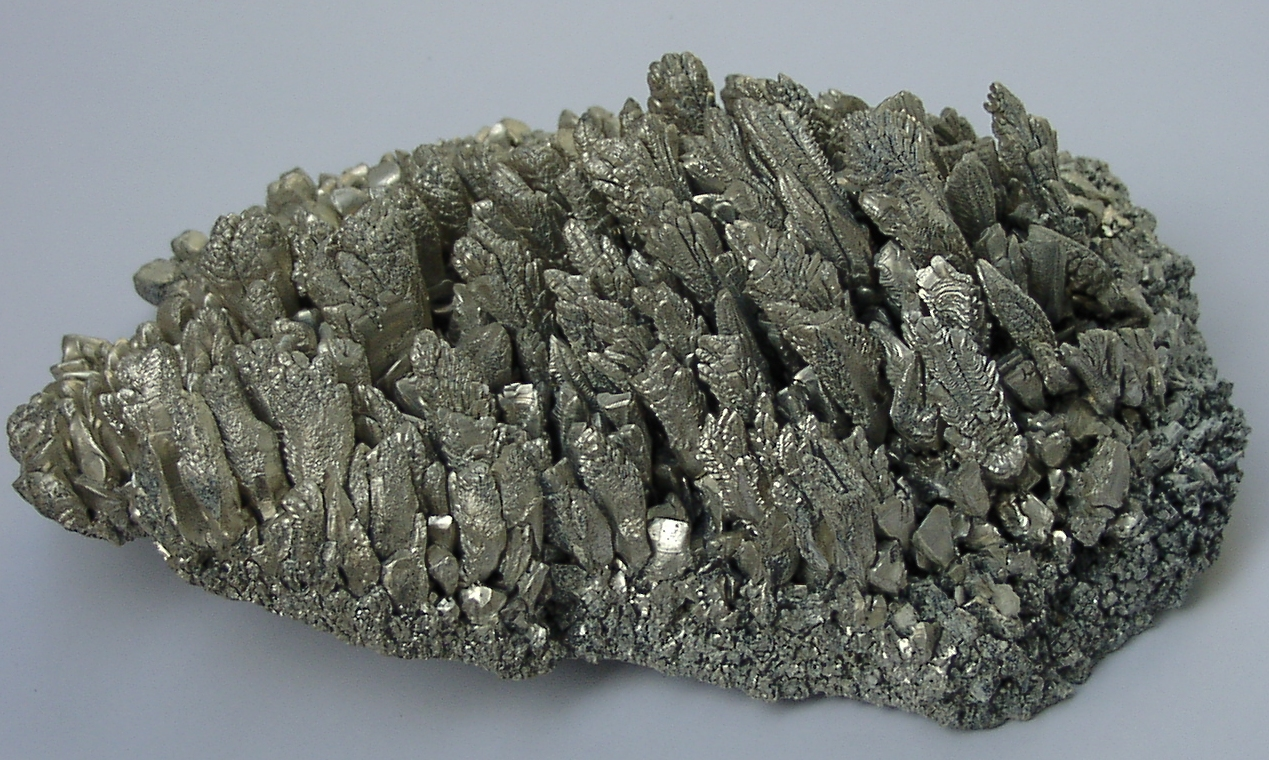
magnez
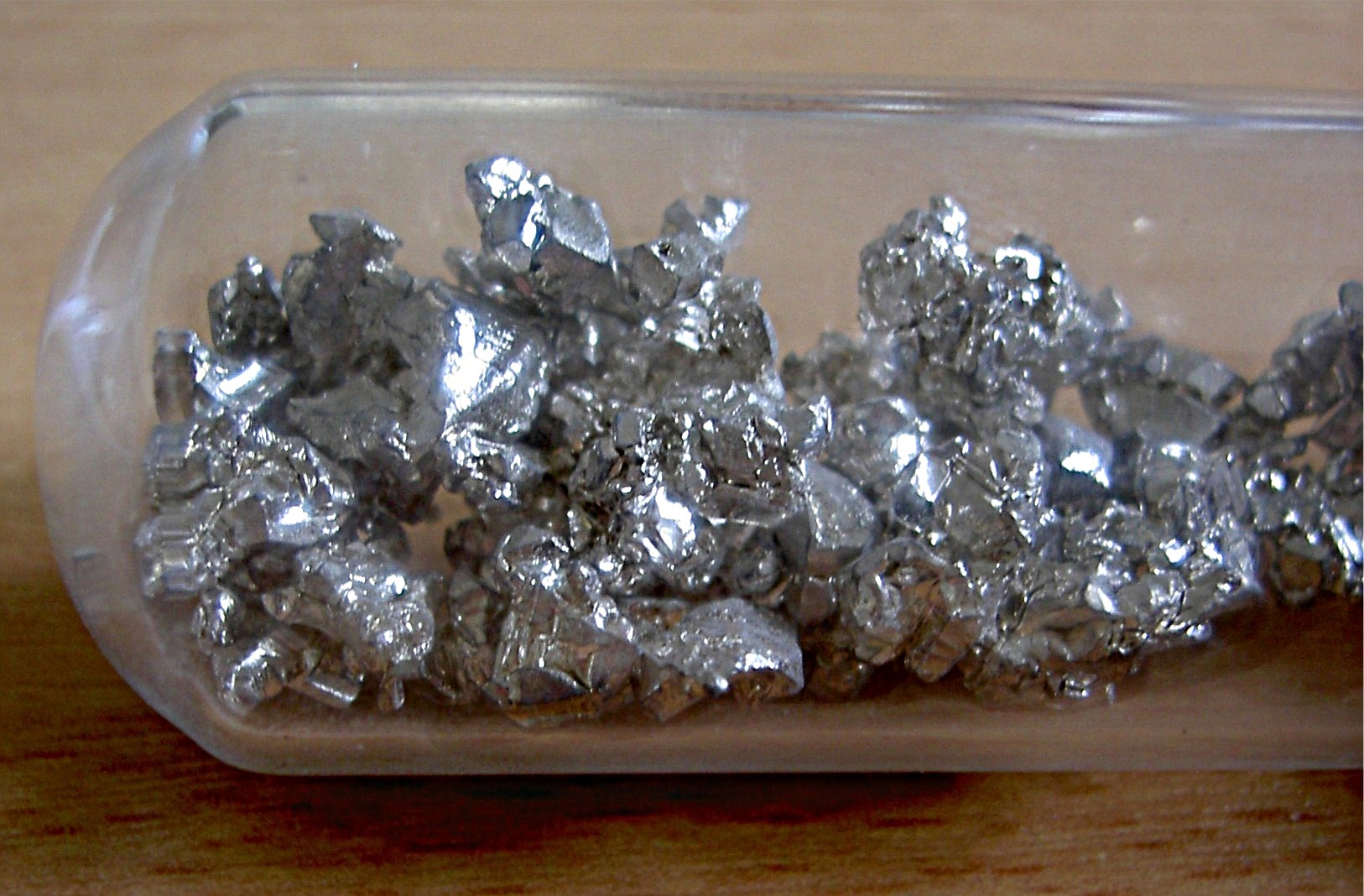
wapń
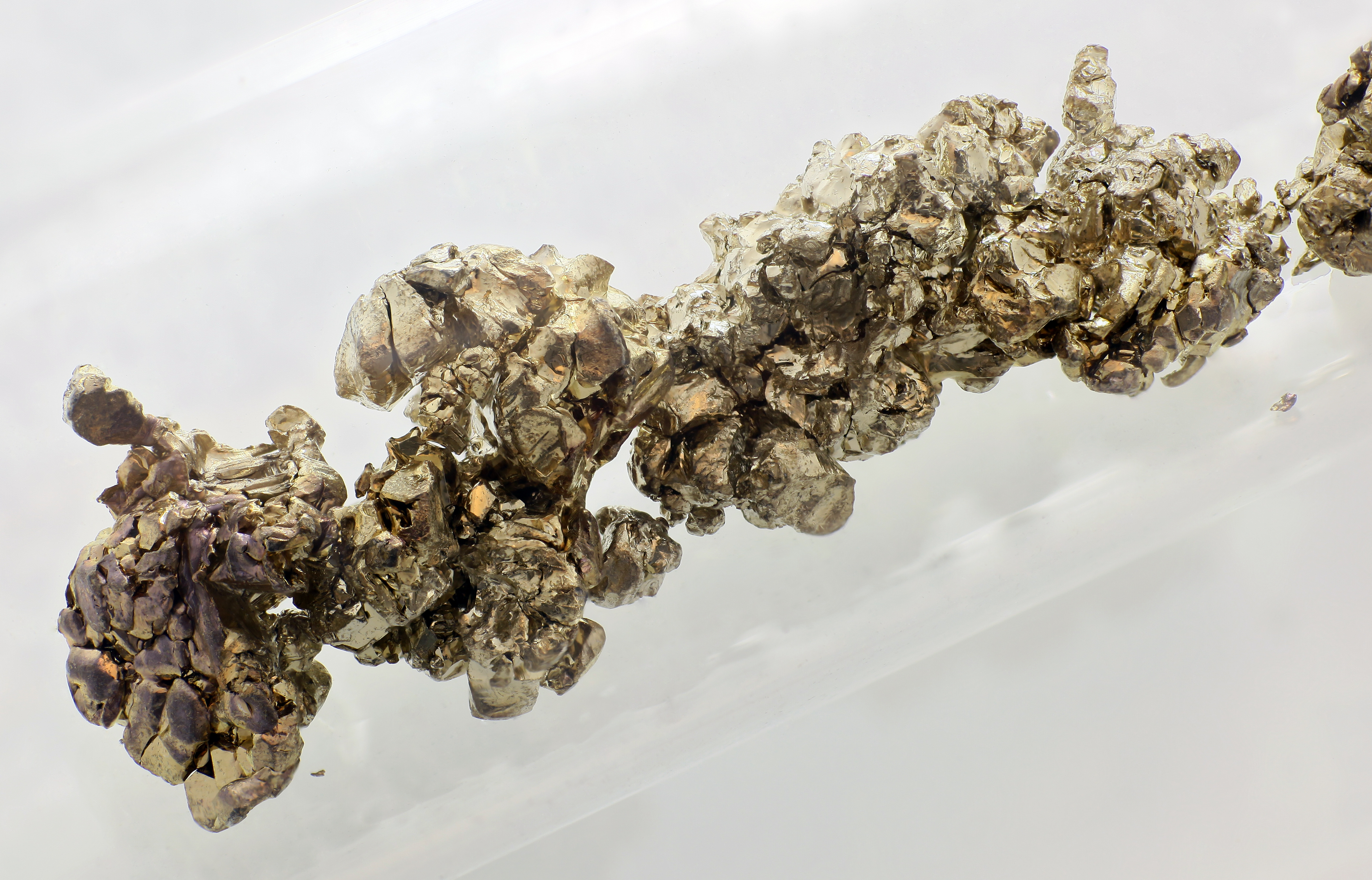
stront
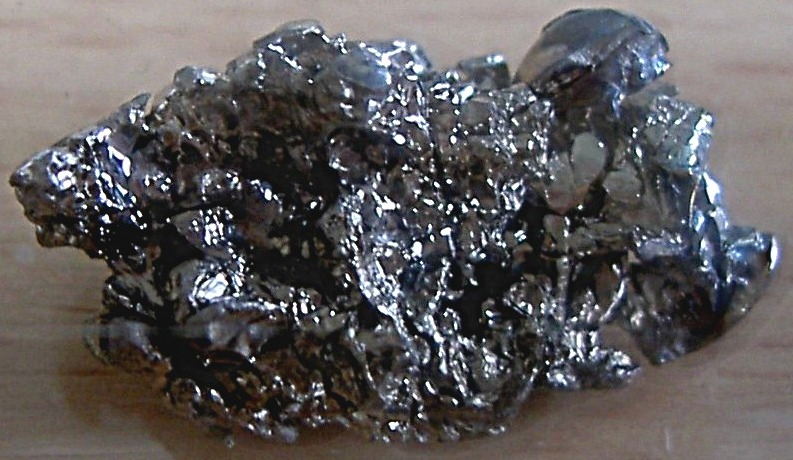
bar
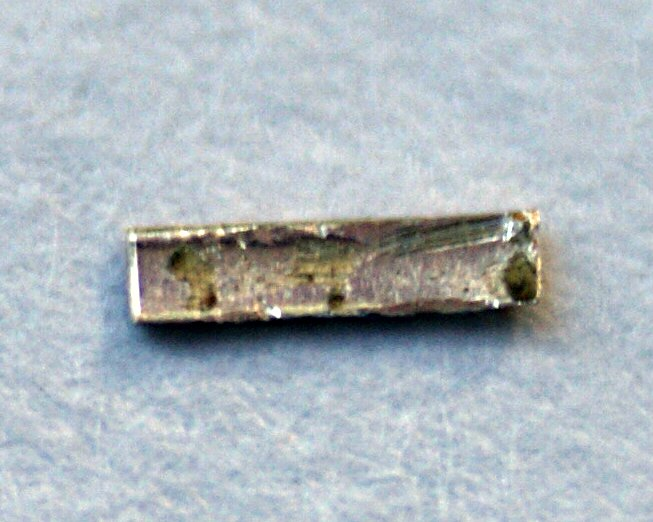
rad

## Położenie w układzie okresowym
Berylowce wraz z litowcami tworzą blok s. Ogólna konfiguracja elektronowa berylowców to [GS] ns2, gdzie GS oznacza poprzedzający gaz szlachetny.

## Występowanie w przyrodzie
Najbardziej rozpowszechnionym w skorupie ziemskiej berylowcem jest wapń (4,15%). W postaci węglanu CaCO
3 występuje w postaci powszechnych minerałów, jak wapień, kreda czy marmur. Uwodniony siarczan wapnia CaSO
4·2H
2O znany jest jako gips. Hydroksyapatyt, będący solą wapnia, jest kluczowym składnikiem tkanki kostnej.
Magnez również występuje pospolicie w skorupie ziemskiej (2,33%). Tworzy liczne minerały, m.in. oliwin, serpentyn, talk, dolomit, kizeryt, kainit. Magnez jest składnikiem chlorofilu, tworząc w kompleksie z porfiryną układ światłoczuły.
Stront i bar występują rzadziej (ok. 4×10−2%), a beryl jeszcze rzadziej (2,8×10−4%). Rad występuje jedynie w śladowych ilościach (około 9×10−7 ppm) w rudach uranu.
Zwyczajowa nazwa tej grupy pierwiastków – metale ziem alkalicznych – pochodzi od ich tlenków wykazujących odczyn zasadowy (tlenki metali dawniej nazywane były ziemiami). Berylowce nie występują w przyrodzie w stanie wolnym.

## Właściwości fizyczne
Wszystkie berylowce są miękkimi, lekkimi i łatwo topliwymi metalami. Miękkość i topliwość rośnie z kolejnymi okresami w grupie.

## Właściwości chemiczne
Metale te, oprócz berylu, cechują silne własności metaliczne i zasadowe. Tlenki i wodorotlenki berylowców także mają charakter zasadowy, który zwiększa się w kolejnych okresach. Wyjątkiem jest beryl, którego związki są generalnie amfoteryczne. Berylowce są nieco mniej reaktywne od poprzedzających je w układzie okresowym metali alkalicznych. Występują na +II stopniu utlenienia i tworzą jony typu M2+
. Wapń, stront, bar i rad reagują z tlenem oraz z wodą w temperaturze pokojowej. Magnez w tych warunkach pokrywa się cienką, matową warstwą tlenku lub wodorotlenku. Rozpoczęcie reakcji z wodą wymaga podgrzania. Beryl na powietrzu pokrywa się ochronną warstewką tlenku. Ogólny zapis reakcji berylowca (M) z wodą:
M + 2H
2O → M(OH)
2 + H
2↑
Wszystkie berylowce reagują łatwo z kwasami, dając odpowiednią sól i gazowy wodór. Tej reakcji nie ulega beryl z kwasem azotowym (pokrywa się tlenkiem, BeO), oraz magnez z kwasem fluorowodorowym (pokrywa się trudno rozpuszczalnym fluorkiem, MgF
2). Jedynie beryl reaguje ze stężonymi zasadami (powstają jony kompleksowe [Be(OH)
4]2−
).

## Otrzymywanie
Metale te otrzymuje się przez elektrolizę ich stopionych soli. Magnez można również otrzymać poprzez redukcję tlenku w temp. ok. 2600 °C w ochronnej atmosferze wodoru lub gazu ziemnego, np. w reakcji z węglem:
MgO + C → Mg + CO